# Вог, Джесси
Джесси Вог (родился 6 мая 1974) — американский художник, занимается живописью, а также созданием кино, музыки и написанием книг. Его короткометражный фильм El Angel был показан на 5-м фестивале LA Freewaves, проходившем в Лос-анджелесском музее современного искусства; его работа также появилась на телевидении и в других средствах массовой информации.

## Биография
Вог родился в Беркли, штат Калифорния 6 мая 1974 года. В начале 1990-х годов он учился в Лос-Анджелесском Сити колледже, колледже Пасадены, Восточном Лос-Анджелесском колледже и в колледже Сан-Франциско. В этот период Вог начал сотрудничать с различными СМИ и сочетать различные виды искусства. Его фильм El Angel, снятый в стиле старого немого кино, является хроникой зарождения, расцвета и смерти Лос-Анджелеса и рассказывает о том, как жадность развращает искусство и человеческую деятельность; фильм был показан на Пятом Фестифале LA Freewaves в 1997 году (который проходил в Лос-анджелесском музее современного искусства). После окончания Университета Сан-Франциско в 2000 году Вог провёл некоторое время в Европе, а потом вернулся в США. Вог принял участие в выставке магистров изящных искусств Брайтонского университета в 2015 году.
Короткометражные фильмы и другие произведения искусства Вога были использованы в учебных проектах. Он создал художественные призмы, которые появилась в качестве учебного материала в документальном сериале Би-би-си Rocket Science в 2009 году. В 2012 году видео, которое он снял в тропических лесах Амазонки, было использовано в первой серии шоу 360-градусный доступ к мировому наследию на канале Нэшнл Географик. Одна из его картин, переработка картины Мартина Джонсона Хеда, была использована в качестве обложки для книги Лорен Рабб Взлет и падение галереи Тревора Уитни.

### Концептуальный стиль
Вог использует латинский термин «пульхризм» (который восходит к Атенеуму и журналам Джона Бартона) для описания своего стиля; он определяет этот термин как художественную теорию, которая идеализирует красоту как цель искусства. Пульхризм, по словам Вога, контрастирует с движением стакизма и празднованием уродства, которое, как он утверждает, пришло с модернизмом.

## Выставки

### Фильмы
- 1997 - групповая выставка, El Angel — Пятый Фестиваль L.A. Freewaves
- 2003 - художественный кинопоказ, Nanay  — Центр экологических исследований, Университет Брауна, штат Род-Айленд[13]
- 2008 - художественный кинопоказ, El Angel и Hydrophobe, Пилл Эвордс — Нью-Йорк[14]

### Изобразительное искусство
- 1997  — персональная выставка, галерея Free Exhibition Not Prostitution, Лос-Анджелес[15]
- 2015  — групповая выставка, Посмертно - Университет Брайтона, Англия, Великобритания[16]
- 2015  — выставка, Бабочки - Ингеборг Вералд, Хорн-Бад-Майнберг, Германия[17]
- 2015  — групповая выставка, Совершенная красота, галерея Grand Parade — Брайтон, Англия, Великобритания[18][19]

## Письменные работы
- Джесси Вог: портрет художника и его стремление к пульхризму (2011), ИСБН 978-1621545668
- Пульхризм: красота как цель искусства (2015), ИСБН 978-1943730049
- Картины: 2013 (2013), ISBN в 9781630412272
- Картины: 2014 (2015)
- Картины: 2015 (2016)